# NGC 6936
NGC 6936 este o liner situată în constelația Capricornul. A fost descoperită în 1885 de către Francis Leavenworth. Se află la o distanță de 81,28 de megaparseci de Pământ.